# Leeds Castle
Hrad Leeds je hrad v hrabství Kent v Anglii, nacházející se 11 km jihovýchodně od města Maidstone. Je postaven na ostrůvcích v jezeře, které vzniklo z řeky Len, východně od vesnice Leeds. Jedná se o historický majetek zapsaný na seznamu kulturních památek 1. stupně.
Na místě hradu existovalo opevnění již od roku 857. Ve 13. století se dostal do rukou krále Eduarda I., pro kterého se stal oblíbeným sídlem. V 16. století jej používal král Jindřich VIII. jako rezidenci pro svou první manželku, Kateřinu Aragonskou.
Současná podoba hradu pochází převážně z počátku 19. století. Poslední soukromou majitelkou byla Olive, lady Baillie, která hrad odkázala do správy nadace s cílem zpřístupnit ho veřejnosti. Hrad je pro veřejnost otevřen od roku 1976.

## Dějiny hradu

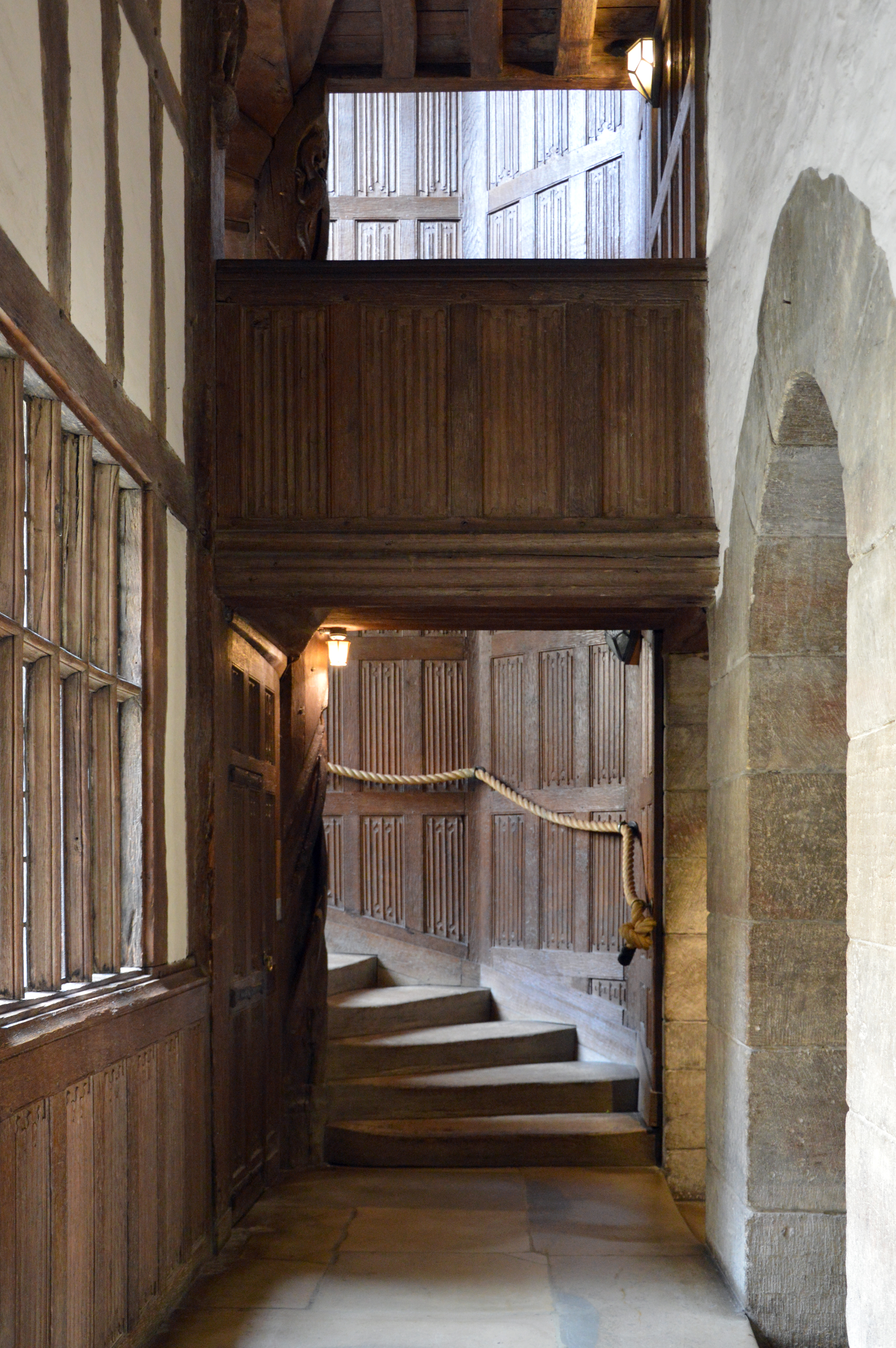
Schodiště v hradu Leeds Castle

Hrad byl postaven v roce 1119 na místě starší saské pevnosti z devátého století na ostrově ležícím uprostřed jezera vytvořeného řekou Len východně od vesnice Leeds.
V roce 1278 se stal královským sídlem Eduarda I. a Eleonory Kastilské. V téže době byl významně dostavěn, přibyl trojdílný barbakan s třemi vchody, padací most a padací mříž.
V roce 1321 dobyli hrad 31. října vojáci Eduarda II. Ten nechal hrad oblehnout poté, co jeho držitelé odmítli vpustit dovnitř Izabelu, jeho manželku, a zastřelili osm osob z její družiny.
V roce 1381 strávila na hradě zimu Anna Lucemburská předtím, než se stala manželkou Richarda II. Ten zde v roce 1395 přijal francouzského kronikáře Jeana Froissarta, což tento popsal ve svém díle Kroniky stoleté války.
Jindřich VIII. Tudor nechal v roce 1512 hrad přebudovat pro svoji manželku Kateřinu Aragonskou. Dodnes zda také visí obraz připomínající jeho setkání s Františkem I. Francouzským.
Později zde byla nějaký čas vězněna Jindřichova dcera Alžběta.
Anglickou občanskou válku přečkal hrad bez úhony, neboť jeho současný majitel Cheney Culpeper byl vlažným stoupencem parlamentaristů. Hrad byl používán během války jako věznice a sklad zbraní.
Jiní členové Culpererovy rodiny stáli v konfliktu na druhé straně a tak se do majetku rodiny dostalo více než 20 000 čtverečních kilometrů půdy ve Virginii jako odměna za pomoc při útěku Karla II. Stuarta. Později v devatenáctém století se z prodeje majetku ve Virginii rodině povedla zaplatit rozsáhlou rekonstrukci a přestavbu hradu víceméně do dnešní podoby.